# Hamish Pepper
Hamish Martin Pepper (Auckland, 13 de mayo de 1971) es un deportista neozelandés que compitió en vela en la clase Star.
Ganó dos medallas en el Campeonato Mundial de Star, oro en 2006 y plata en 2009. Participó en cuatro Juegos Olímpicos de Verano, entre los años 1996 y 2012, ocupando el séptimo lugar en Atenas 2004 y el quinto en Londres 2012.

## Palmarés internacional
| \| Campeonato Mundial \| Campeonato Mundial \| Campeonato Mundial \| Campeonato Mundial \| \| Año \| Lugar \| Medalla \| Clase \| \| ------------------ \| ------------------------------ \| ------------------ \| ------------------ \| \| 2006 \| San Francisco (Estados Unidos) \| Medalla de oro \| Star \| \| 2009 \| Varberg (Suecia) \| Medalla de plata \| Star \| |                                |                  |       |
| Campeonato Mundial |                                |                  |       |
| Año | Lugar                          | Medalla          | Clase |
| 2006 | San Francisco (Estados Unidos) | Medalla de oro   | Star  |
| 2009 | Varberg (Suecia)               | Medalla de plata | Star  |